# ماندي فريمان
ماندي فريمان (بالإنجليزية: Mandy Freeman)‏ هي لاعبة كرة قدم أمريكية، ولدت في 23 مارس 1995 في رويال بالم بيتش في الولايات المتحدة. لعبت مع سكاي بلو.

## وصلات خارجية
- ماندي فريمان على موقع قاعدة بيانات كرة القدم.إي يو (الإنجليزية)
- ماندي فريمان على موقع Soccerway.com (الإنجليزية)